# Фудзии, Кадзэ
Кадзэ Фудзии (яп. 藤井 風; род. 14 июня 1997 года, Сатосё, префектура Окаяма, Япония) — японский певец, автор песен и пианист. Он родился и вырос в Сатосё, Окаяма, и в 12 лет начал выкладывать на YouTube фортепианные кавер-версии поп-песен. Подписав контракт с лейблом Hehn Records компании Universal Sigma, Фудзии выпустил свой дебютный сингл «Nan-Nan» в 2019 году. Его первый студийный альбом Help Ever Hurt Never 2020 года занял первое место в чарте Billboard Japan Hot Albums и второе место в чарте Oricon Albums Chart и достиг золотой сертификации в Японии. Песня «Shinunoga E-Wa» стала популярной в социальных сетях и принесла Фудзии известность за пределами Японии.
Второй студийный альбом Фудзии, Love All Serve All 2022 года, возглавил чарты альбомов Billboard Japan и Oricon и достиг платиновой сертификации в Японии. Альбом был поддержан ведущим синглом «Kirari», который достиг второго места в Japan Hot 100 и трижды получил платиновую сертификацию за стриминг в Японии. В 2023—2024 годах Фудзии выпустил несколько синглов, в том числе «Hana» и «Michi Teyu Ku (Overflowing)», и отправился в концертные туры за пределами Японии.

## Ранняя жизнь
Кадзэ Фудзии родился в 1997 году в Сатосё, префектура Окаяма, Япония. У него есть старший брат и две старшие сестры. В детстве он слушал разную музыку: джаз, классическую музыку, поп-музыку и энка. Начиная с 12 лет Фудзии загружал на свой личный канал на YouTube различные фортепианные и вокальные кавер-версии, набрав более 30 миллионов просмотров. В старших классах он перестал загружать видео, чтобы сосредоточиться на музыкальном образовании; он вернулся на YouTube после окончания учёбы. В начале 2019 года он переехал в Токио.

## Карьера

### 2019—2020: Дебют под влиятельным лейблом и альбомHelp Ever Hurt Never
Фудзии выпустил свой дебютный сингл «何なんw» 18 ноября 2019 года, а свой второй сингл «もうええわ (Mo-Eh-Wa)» — 24 декабря. Каждый сингл был переиздан в цифровом формате с собственным мини-альбомом, каждый из которых включал кавер-версии, которые можно было скачать только на Apple Music.
В январе 2020 года он был назван одним из 10 лучших исполнителей Spotify в жанре «ранний шум» 2020 года. Концерты «Nan-Nan Show 2020» были запланированы на 4 и 26 апреля в Zepp Namba и Zepp Tokyo соответственно, но были отменены из-за пандемии COVID-19.
20 мая 2020 года Фудзии выпустил свой первый студийный альбом Help Ever Hurt Never, который занял первое место в чарте Billboard Japan Hot Albums. Он также анонсировал свой первый национальный тур, который состоит из 12 выступлений в 11 городах с 25 декабря 2020 года по 31 января 2021 года.
В августе 2020 года Фудзии стал первым японцем, которого YouTube назвал «Артистом на подъёме». Сразу после выступления Фудзии с «Nan-Nan Show 2020» Help Ever Hurt Never в Nippon Budokan, Фудзии выпустил два новых сингла: «Hedemo Ne-Yo» и «Seishun Sick» 30 октября[5]. Каждый сингл был выпущен в цифровом формате с собственным мини-альбомом и подборкой кавер-версий.

### 2021: Два тай-ина, лайв-выступление «Free» на стадионе «Ниссан» и первое выступление на «Кохаку ута гассэн»
В январе 2021 года «Tabiji» начала транслироваться на телеканале TV Asahi в качестве музыкальной темы для телесериала «Nijiiro Carte» (にじいろカルテ/ «Клиника деревни Нидзи»). Это был первый раз, когда песня Фудзии была использована в качестве саундтрека. Песня была выпущена в цифровом формате в качестве его 7-го сингла 1 марта, и в тот же день Фудзии исполнил её вживую на фортепиано во время телевизионной новостной программы «Houdo Station» (TV Asahi), что стало его первым появлением на телевидении в прямом эфире. Песня заняла первое место в еженедельном рейтинге цифровых синглов Oricon, который был опубликован 10 марта.
8 марта Фудзии получил награду «Лучший начинающий артист» на церемонии Space Shower Music Awards 2021. Кроме того, клип на песню «Seishun Sick» получил награду «Лучшее концептуальное видео». Выступление Фудзии с песней «Seishun Sick» транслировалось на Space Shower TV. 10 марта Фудзии получил награду «Популярный начинающий артист» на 33-й церемонии Music Pen Club Music Awards. Кроме того, 23 марта альбом Help Ever Hurt Never получил главный приз <Blue> на 13-й церемонии награждения CD Shop Awards.
22 апреля «Kirari» начала транслироваться в новой телевизионной рекламе Honda Vezel. «Kirari» была выпущена 3 мая в качестве 8-го сингла Фудзии. Песня привела к взрыву его популярности как в Японии, так и за рубежом, дебютировав на первом месте в чарте Billboard Japan Download Songs. 21 мая на официальном канале YouTube было опубликовано музыкальное видео на песню «Kirari», в которое вошли танцевальные сцены и сцены с мотоциклами, которые Фудзии впервые попросил сам, согласно прямой трансляции «After Talk». В августе 2021 года «Kirari» набрала 100 миллионов прослушиваний, а в июне 2022 года — 300 миллионов прослушиваний. 14 января следующего года Фудзии выпустил в цифровом формате мини-альбом ремиксов Kirari Remixes (Asia Edition).
20 мая 2021 года, в честь первой годовщины альбома Help Ever Hurt Never, Help Ever Hurt Cover, которая изначально прилагалась к первому изданию альбома Help Ever Hurt Never в качестве бонусного диска, была переиздана, а также выпущена в цифровом формате. Альбом Help Ever Hurt Never содержит 11 англоязычных кавер-версий. Кроме того, была перепродана аналоговая пластинка Help Ever Hurt Never (ограниченное количество экземпляров, выпущенных по результатам лотереи).
В августе 2021 года журнал GQ назвал Кадзэ Фудзии одним из самых интересных музыкантов в мире.
4 сентября на стадионе «Ниссан» в Канагаве, Япония, состоялся концерт «Fujii Kaze „Free“ Live 2021 at Nissan Stadium». Это выступление транслировалось в прямом эфире на официальном YouTube-канале Кадзэ Фудзии бесплатно, и около 180 000 человек смотрели его одновременно, став самым популярным словом в мире. В тот же день Фудзии впервые исполнил «MO-EH-YO», и песня была выпущена в качестве цифрового сингла.
С октября по ноябрь проходил «Fujii Kaze „Help Ever Arena Tour“». Концертное видео (Blu-ray) финального выступления в Национальном стадионе Ёёги было выпущено 14 июня 2022 года и заняло первое место второй год подряд, что сделало Кадзэ Фудзии первым сольным исполнителем в истории, чьи концертные видео два года подряд занимали первое место.
31 декабря 2021 года Фудзии впервые выступил в престижной музыкальной программе «Кохаку ута гассэн», посвящённой подведению итогов года. Сначала он исполнил «Kirari», которая была предварительно записана в доме его родителей в Окаяме, Япония. Затем Фудзии неожиданно выступил вживую в зале Кохаку на Токийском международном форуме, где исполнил «MO-EH-YO» вживую на фортепиано на сцене. В грандиозном финале Фудзии аккомпанировал Misia, которая исполнила «Higher Love» — первую песню, которую Фудзии написал для другого исполнителя. Фудзии играл на фортепиано и участвовал в хоре.

### 2022: Второй альбомLove All Serve All
14 января 2022 года Фудзии выпустил мини-альбом Kirari Remixes (Asia Edition).
21 января 2022 года Фудзии объявил, что его второй студийный альбом Love All Serve All выйдет 23 марта 2022 года.
15 марта Фудзии получил очень престижную премию «Поощрение в области искусства» для начинающих артистов (в категории «Популярные развлечения») от министра образования, культуры, спорта, науки и технологий. В тот же день Фудзии получил три награды на музыкальной премии Space Shower Music Awards 2022: «Лучший сольный исполнитель», «Лучшее концептуальное живое выступление» и «Выбор народа», который был выбран публичным голосованием поклонников музыки.
20 марта был выпущен главный сингл Love All Serve All «Matsuri» вместе с музыкальным видео на него. На следующий день, 21 марта, на официальном YouTube-канале Фудзии состоялась прямая трансляция предварительного просмотра альбома Love All Serve All под названием «Love All Serve All' Listening Party», а затем «LASA Listening YouTube Premium Afterparty» на YouTube Premium. 23 марта Love All Serve All был выпущен как в физическом, так и в цифровом формате.[5] Альбом занял первое место в чарте Billboard Japan’s Hot Album и получил множество престижных наград.
С июля 2022 года Фудзии привлек внимание мировой аудитории благодаря одной из своих песен из альбома Help Ever Hurt Never — «Shinunoga E-Wa», ставшей вирусной в TikTok. Песня заняла четвёртое место в глобальном вирусном чарте Spotify, а также первое место в местных вирусных чартах платформы в 23 странах. В мировом чарте Spotify песня заняла 57-е место, а также 118-е место в американском чарте Billboard Global 200, несмотря на то, что изначально она была выпущена в 2020 году. В мировом чарте YouTube песня продержалась 12 недель, достигнув 33-го места.
10 октября 2022 года Фудзии выпустил цифровой сингл «grace». Песня послужила музыкальной темой для его сотрудничества с NTT Docomo (крупнейшей телекоммуникационной компанией Японии) в рамках проекта «Kaze Films Docomo Future Project». Фильмы проекта транслировались в качестве рекламных роликов по всей Японии в течение нескольких месяцев. Фудзии снял клип на песню «grace» в индийском штате Уттаракханд.
В октябре 2022 года Фудзии провёл концерт на стадионе «Суйта» в Осаке, Япония, под названием «Love All Serve All Stadium Live», собрав 70 000 человек за два дня. 10 марта 2023 года это выступление транслировалось на Netflix по всему миру под названием «Fujii Kaze Love All Serve All Stadium Live».
17 декабря 2022 года Фудзии начал свой общенациональный тур «Fujii Kaze Love All Arena Tour», состоящий из 16 концертов в 8 городах Японии. Тур завершился в феврале 2023 года, собрав 210 000 зрителей.

### 2023: Первый мировой тур «Fujii Kaze and the Piano Asia Tour 2023»
С июня по июль 2023 года Фудзии провёл азиатский тур «Fujii Kaze and the Piano Asia Tour 2023». Тур, который стал первым зарубежным туром Фудзии, состоял из восьми выступлений в семи городах (Сеуле, Бангкоке, Джакарте, Куала-Лумпуре, Шанхае, Тайбэе и Гонконге). Фудзии выступал исключительно на фортепиано.
Также было объявлено, что виниловые издания первого альбома Фудзии и второго Love All Serve All будут выпущены на гастрольных рынках и переизданы в Японии в связи с туром.
21 апреля Фудзии принял участие в записи ремикса на песню Jvke «Golden Hour».
4 июля было объявлено, что сингл Фудзии «Workin' Hard» был выбран в качестве музыкальной темы для «Чемпионата мира по баскетболу ФИБА 2023», который транслировался на телеканалах Nippon TV и TV Asahi с 25 августа. Готовясь к созданию этой песни, Фудзии посетил матчи би-лиги и сборной Японии, а также игры НБА в США. Затем он остался в Лос-Анджелесе, чтобы записать демо-версию песни. Вернувшись в Японию, Фудзии продолжил работу над песней. Из-за плотного графика, связанного с азиатским туром и съёмками видео, он вернулся в Лос-Анджелес, чтобы записать песню. Звукорежиссёром песни стал DJ Dahi, микшером — Джефф Эллис, а мастеринг-инженером — Дейл Беккер. 8 августа Фудзии объявил в X (ранее — Twitter), что «Workin' Hard» была предварительно выпущена эксклюзивно на TikTok в четырёх частях, а полная версия песни выйдет 25 августа.
Песня Фудзии «Garden» из альбома Love All Serve All была использована в телевизионной рекламе кондиционера для белья Laundrin, в которой показана жизнь одинокой девушки в соответствии с песней. Фудзии снялся в рекламе в качестве рассказчика.
10 октября было объявлено, что песня Фудзии «Hana» была выбрана в качестве музыкальной темы для телесериала «Ichiban Sukina Hana» (いちばんすきな花), который выйдет в эфир 12 октября. Песня была выпущена 13 октября в качестве его 14-го сингла.

### 2024: NHK «Tiny Desk Concerts JAPAN», Первый тур по США, концерт на стадионе «Ниссан», 2-й тур по Азии «Best of Fujii Kaze 2020—2024 ASIA TOUR»
15 января было объявлено, что новая песня Фудзии «Michi Teyu Ku (Overflowing)» станет музыкальной темой фильма «Shigatsu ni Nareba Kanojyo Wa (April Come She Will)» с Такэру Сато и Масами Нагасавой в главных ролях. Эта песня была выпущена 15 марта.
11 марта было объявлено, что Фудзии выступит в качестве первого гостя в новом проекте NHK «Tiny Desk Concerts JAPAN». Эта программа — японская версия «крошечных концертов за столиками», музыкальной программы, которая транслируется онлайн на американском общественном радио National Public Radio (NPR) с 2008 года. 16 марта выступление, проведённое в офисе NHK в Сибуя, Токио, транслировалось в Японии на канале NHK, а также по всему миру на «NHK WORLD-JAPAN», международной вещательной сети NHK.
20 марта было объявлено, что песня «Workin' Hard» прозвучит в новой рекламе японского сайта по поиску работы Dip «Let’s get started!» с участием Сёхэя Отани из «Лос-Анджелес Доджерс».
28 мая в цифровом формате был выпущен сборник «Best of Fujii Kaze 2020—2024». В сборник вошли 10 песен Фудзии, выпущенных за период с 2020 по 2024 год.
30 мая Кадзэ начал свой первый тур по США под названием «Fujii Kaze and the piano U.S. Tour». Он выступал в Лос-Анджелесе и Нью-Йорке. Примерно в то же время песня «Shinunoga E-Wa (Я лучше умру)» получила золотой статус от Американской ассоциации звукозаписывающих компаний (RIAA) и была отмечена золотой табличкой от Republic Records после выступлений в театре «Аполло» 2 и 3 июня.
26 июля был выпущен 13-й сингл «Feelin' Go(o)d». Эта песня была спродюсирована в Лос-Анджелесе продюсером А. Г. Куком после выхода их предыдущей совместной работы «Hana» в прошлом году. В тот же день было объявлено, что Фудзии подписал контракт с Republic Records. Песня также использовалась в телевизионной рекламе Landrin «Аромат и память», которая вышла в эфир 1 августа. Это вторая совместная рекламная кампания Fujii и Landrin после прошлогодней «Garden» (в которой Фудзии снова выступил в качестве рассказчика).
24 и 25 августа Кадзэ Фудзии провел концерт «Fujii Kaze Stadium Live ‘Feelin’ Good» на стадионе Nissan. Концерт 24 августа транслировался в прямом эфире на YouTube-канале Fujii. По оценкам, за два дня концерт посетили 140 000 человек, а 280 000 человек смотрели прямую трансляцию. После этого выступления было объявлено, что 26 октября начнётся второй азиатский тур Fujii «Best of Fujii Kaze 2020—2024 ASIA TOUR». Предполагается, что Фудзии выступит на аренах и стадионах в восьми городах Азии (Сингапуре, Куала-Лумпуре, Бангкоке, Тайбэе, Джакарте, Гонконге, Маниле и Сеуле).

### 2025: Амбассадор I LOHAS, анонс третьего студийного альбома
17 февраля Кадзэ становится амбассадором бренда минеральной воды I LOHAS. Одновременно с этим выходит первая реклама бренда, в нём отрывок тогда ещё невышедшей песни «masshiro (pure white)», а Кадзэ пьёт бутылку минеральной воды от I LOHAS. Спустя 10 суток полная песня выходит на музыкальные площадки. 13 марта выходит мини-альбом masshiro c другими версиями этой песни (акапелла, инструментал, ремикс от KOBY SHY).
2 мая артист говорит, что третий альбом уже готов, но просит слушателей быть терпеливыми: «Нам придётся подождать ещё немного».

## Артистизм
Кадзэ Фудзии пишет/сочиняет все свои песни. Музыку Кадзэ называют «свежей, но знакомой» из-за явного влияния западной музыки, с которой он вырос. Курихара Юитиро из Nippon.com написал, что его вокал «напоминает японские поп-стандарты каёкёку», что делает его музыку по-настоящему японской.

## Дискография

### Студийные альбомы
| Название             | Детали | Наивысшие позиции в чартах | Наивысшие позиции в чартах | Наивысшие позиции в чартах | Продажи           | Сертификация    |
| Название             | Детали | JPN                        | JPN Comb.                  | JPN Hot                    | Продажи           | Сертификация    |
| -------------------- | --- | -------------------------- | -------------------------- | -------------------------- | ----------------- | --------------- |
| Help Ever Hurt Never | - Выпущено: 20 мая 2020 года - Лейбл: Universal Sigma/Hehn - Форматы: CD, digital download, streaming      | 2                          | 2                          | 1                          | - Япония: 134,000 | - RIAJ: Золото  |
| Love All Serve All   | - Дата выхода: 23 марта 2022 года - Лейбл: Universal Sigma/Hehn - Форматы: CD, digital download, streaming | 1                          | 1                          | 1                          | - Япония: 204,811 | - RIAJ: Платина |

### Лайв-альбомы
| Название                               | Детали                                                                                                 | Наивысшие позиции в чартах | Наивысшие позиции в чартах | Наивысшие позиции в чартах |
| Название                               | Детали                                                                                                 | JPN                        | JPN Comb.                  | JPN Hot                    |
| -------------------------------------- | --- | -------------------------- | -------------------------- | -------------------------- |
| Fujii Kaze Stadium Live «Feelin' Good» | - Выпущен: 8 ноября 2024 года - Лейбл: Universal Sigma/Hehn - Форматы: CD, digital download, streaming | 7                          | 7                          | 12                         |

### Альбомы-компиляции
| Название                     | Детали                                                                          |
| ---------------------------- | ------------------------------------------------------------------------------- |
| Best of Fujii Kaze 2020—2024 | - Выпущен: 28 мая 2024 года - Лейбл: UMG - Форматы: Digital download, streaming |

### Кавер-альбомы
| Название             | Детали                                                                                       | Наивысшие позиции в чартах | Наивысшие позиции в чартах | Наивысшие позиции в чартах |
| Название             | Детали                                                                                       | JPN                        | JPN Comb.                  | JPN Hot                    |
| -------------------- | -------------------------------------------------------------------------------------------- | -------------------------- | -------------------------- | -------------------------- |
| Help Ever Hurt Cover | - Выпущено: 20 мая 2021 года - Лейбл: Universal Sigma/Hehn - Форматы: CD, digital download   | 4                          | 4                          | 4                          |
| Love All Cover All   | - Выпущено: 23 марта 2022 года - Лейбл: Universal Sigma/Hehn - Форматы: CD, digital download | —                          | —                          | 10                         |

### Мини-альбомы
| Название                                                                                | Детали | Наивысшие позиции в чарта | Наивысшие позиции в чарта | Продажи         |
| Название                                                                                | Детали | JPN Comb.                 | JPN Hot                   | Продажи         |
| --------------------------------------------------------------------------------------- | --- | ------------------------- | ------------------------- | --------------- |
| Nan-Nan (何なんw)                                                                       | - Выпущено: 24 января 2020 года - Лейбл: Universal Sigma/Hehn - Форматы: Digital download Track listing 1. "何なんw" (WTF lol) 2. "Close to You" (cover) 3. "Don't Let Me Be Misunderstood" (cover) 4. "Shake It Off" (cover) | —                         | —                         |                 |
| Mo-Eh-Wa (もうええわ)                                                                   | - Выпущено: 21 февраля 2020 года - Лейбл: Universal Sigma/Hehn - Форматы: Digital download Track listing 1. "もうええわ" (I'm Over It) 2. "Shape of You" (cover) 3. "Back Stabbers" (cover) 4. "Be Alright" (cover) | —                         | 10                        |                 |
| Hedemo Ne-Yo (へでもねーよ)                                                             | - Выпущено: 4 декабря 2020 года - Лейбл: Universal Sigma/Hehn - Форматы: Digital download Track listing 1. "へでもねーよ (Hedemo Ne-Yo)" 2. "Just the Two of Us" (cover) 3. "Sunny" (cover) 4. "Sorry" (cover) | 27                        | —                         | - Япония: 5,430 |
| Seishun Sick (青春病)                                                                   | - Выпущено: 11 декабря 2020 года - Лейбл: Universal Sigma/Hehn - Форматы: Digital download Track listing 1. "青春病" (Seishun Sick) 2. "Teenage Dream" (cover) 3. "Good as Hell" (cover) 4. "Circles" (cover) | 31                        | —                         | - Япония: 4,559 |
| Kirari Remixes (Asia Edition)                                                           | - Выпущено: 14 января 2022 года - Лейбл: Universal Sigma/Hehn - Форматы: Digital download Track listing 1. "Kirari" (Original Remix) 2. "Kirari" (Daul Remix) 3. "Kirari" (FunkyMo Remix) 4. "Kirari" (pxzvc Remix) 5. "Kirari" (Kaze & Yaffle Just For Fun Remix) 6. "Kirari" (Knopha Remix) 7. "Kirari" (Naken Remix) 8. "Kirari" (Yaffle Remix) 9. "きらり" | 15                        | —                         |                 |
| «—» обозначает релизы, которые не попали в чарты или не были выпущены в данном регионе. | |                           |                           |                 |

### Синглы
| Название                                                                                | Год  | Наивысшие позиции в чартах | Наивысшие позиции в чартах | Наивысшие позиции в чартах | Наивысшие позиции в чартах | Альбом               | Сертификация                                    |
| Название                                                                                | Год  | JPN Comb.                  | JPN Hot                    | VIE                        | WW                         | Альбом               | Сертификация                                    |
| --------------------------------------------------------------------------------------- | ---- | -------------------------- | -------------------------- | -------------------------- | -------------------------- | -------------------- | ----------------------------------------------- |
| «Nan-Nan» (何なんw)                                                                     | 2019 | —                          | 99                         | —                          | —                          | Help Ever Hurt Never | - RIAJ: Платина (st.)                           |
| «Mo-Eh-Wa» (もうええわ)                                                                 | 2019 | —                          | —                          | —                          | —                          | Help Ever Hurt Never |                                                 |
| «Yasashisa» (優しさ)                                                                    | 2020 | —                          | 34                         | —                          | —                          | Help Ever Hurt Never | - RIAJ: Платина (st.)                           |
| «Cause It’s Endless» (キリがないから)                                                   | 2020 | —                          | 86                         | —                          | —                          | Help Ever Hurt Never |                                                 |
| «Hedemo Ne-Yo» (へでもねーよ)                                                           | 2020 | —                          | —                          | —                          | —                          | Love All Serve All   |                                                 |
| «Seishun Sick» (青春病)                                                                 | 2020 | —                          | 68                         | —                          | —                          | Love All Serve All   | - RIAJ: Золото (st.)                            |
| «Tabiji» (旅路)                                                                         | 2021 | 15                         | 10                         | —                          | —                          | Love All Serve All   | - RIAJ: Платина (st.)                           |
| «Kirari» (きらり)                                                                       | 2021 | 5                          | 2                          | —                          | 135                        | Love All Serve All   | - RIAJ: Платина (dig.) - RIAJ: 3× Платина (st.) |
| «Ignite» (燃えよ)                                                                       | 2021 | —                          | 19                         | —                          | —                          | Love All Serve All   |                                                 |
| «Matsuri» (まつり)                                                                      | 2022 | 24                         | 10                         | 48                         | —                          | Love All Serve All   | - RIAJ: Золото (st.)                            |
| «Damn»                                                                                  | 2022 | —                          | 42                         | —                          | —                          | Love All Serve All   |                                                 |
| «Grace»                                                                                 | 2022 | 8                          | 4                          | —                          | —                          | Неальбомный сингл    | - RIAJ: Золото (st.)                            |
| «Workin' Hard»                                                                          | 2023 | 32                         | 13                         | —                          | —                          | Неальбомный сингл    |                                                 |
| «Hana» (花)                                                                             | 2023 | 6                          | 6                          | —                          | —                          | Неальбомный сингл    | - RIAJ: Платина (st.)                           |
| «Michi Teyu Ku» (満ちてゆく)                                                            | 2024 | 5                          | 4                          | —                          | 139                        | Неальбомный сингл    | - RIAJ: Платина (st.)                           |
| «Feelin' Go(o)d»                                                                        | 2024 | 41                         | 19                         | —                          | —                          | Неальбомный сингл    |                                                 |
| «—» обозначает релизы, которые не попали в чарты или не были выпущены в данном регионе. |      |                            |                            |                            |                            |                      |                                                 |

## Награды и номинации
| Награда                                                               | Год  | Категория                                                       | Работа/Номинант                           | Результат | Ист.   |
| --------------------------------------------------------------------- | ---- | --------------------------------------------------------------- | ----------------------------------------- | --------- | ------ |
| CD Shop Awards                                                        | 2021 | Blue Prize                                                      | Help Ever Hurt Never                      | Победа    |        |
| CD Shop Awards                                                        | 2021 | China Block Award                                               | Help Ever Hurt Never                      | Победа    |        |
| CD Shop Awards                                                        | 2022 | Best Live Video Works                                           | Nan-Nan Show 2020                         | Победа    | [ 70 ] |
| CD Shop Awards                                                        | 2023 | Red Prize                                                       | Love All Serve All                        | Победа    | [ 71 ] |
| MAMA Awards                                                           | 2020 | Лучший новый азиатский исполнитель Япония                       | Лучший новый азиатский исполнитель Япония | Победа    | [ 72 ] |
| Министерство образования, культуры, спорта, науки и технологий Японии | 2022 | Премия в области поощрения творчества для начинающих художников | Кадзэ Фудзии                              | Победа    | [ 73 ] |
| MTV Video Music Awards Japan                                          | 2020 | Лучшее R&B видео                                                | «Nan-Nan»                                 | Победа    |        |
| MTV Video Music Awards Japan                                          | 2022 | Лучшие визуальные эффекты                                       | «Damn»                                    | Победа    |        |
| Music Pen Club Awards                                                 | 2021 | Лучший новый исполнитель (популярная музыка)                    | Кадзэ Фудзии                              | Победа    |        |
| Space Shower Music Awards                                             | 2021 | Лучший прорывной артист                                         | Кадзэ Фудзии                              | Победа    |        |
| Space Shower Music Awards                                             | 2021 | Лучшее концептуальное видео                                     | «Seishun-Sick»                            | Победа    |        |
| Space Shower Music Awards                                             | 2022 | Лучший сольный исполнитель                                      | Кадзэ Фудзии                              | Победа    |        |
| Space Shower Music Awards                                             | 2022 | Лучший концептуальный концерт                                   | Кадзэ Фудзии                              | Победа    |        |
| Space Shower Music Awards                                             | 2022 | Народный выбор                                                  | Кадзэ Фудзии                              | Победа    |        |

### Комменатрии
1. ↑  Исполнял каверы до 2018 года; официальная деятельность началась в 2019 году
2. ↑  "Grace" не вошла в рейтинг Billboard Global 200, но достигла 104-го места в Billboard Global без учета США.[65]
3. ↑  "Hana" не вошел Billboard Global 200, но пик под номером 122 в Billboard Global искл. США чарт.[67]